# Зароченка
Зароченка (Заречка) — река в Гагаринском районе Смоленской области и Можайском районе Московской области России, левый приток Москвы-реки.
Берёт начало в 5 км к северо-западу от деревни Долгое Гагаринского района Смоленской области. Течёт среди глухих хвойных и смешанных лесов малонаселённой западной окраины Московской области. Впадает в Москву-реку в самых её верховьях. На Зароченке стоят деревни Долгое и Фокино.
Длина — около 16 км (по другим данным — около 20 км), площадь бассейна — 64,9 км². Равнинного типа. Питание преимущественно снеговое. Замерзает обычно в середине ноября, вскрывается в середине апреля.

## Данные водного реестра
По данным государственного водного реестра России и геоинформационной системы водохозяйственного районирования территории РФ, подготовленной Федеральным агентством водных ресурсов:
- Бассейновый округ — Окский
- Речной бассейн — Ока
- Речной подбассейн — бассейны притоков Оки до впадения реки Мокши
- Водохозяйственный участок — Москва от истока до Можайского гидроузла